# 世界中の誰よりきっと
「世界中の誰よりきっと」（せかいじゅうのだれよりきっと）は、日本のアイドル歌手である中山美穂の25枚目のシングルで、ロックバンドであるWANDSによるコラボレーション・シングルとしてリリースされた。
コラボレーションをしたWANDSは本作より先に発売されていたシングル「もっと強く抱きしめたなら」が後にオリコンチャートの1位を獲得しミリオンセールスを達成するなど、ブレイクを果たしている。

## 制作
プロデューサーの長戸大幸が織田哲郎の作曲のストックから探し出して制作が行われた。企画時に提出されたデモの段階ではバラード調であったが、中山のプロデューサーが「クリスマス向けのパーティー感が欲しい」と依頼。葉山たけしによる派手な8ビートアレンジがなされ、現在の形となった。
メインボーカルを中山、コーラスを上杉昇（WANDS・当時）が担当したが、2曲目の「PART II」では逆になっている。また、「PART II」では曲調がバラード調にアレンジされており、2コーラス目のサビがラストサビとなっている。コーラスアレンジは制作段階から関わっていた宇徳敬子によるものである（オリジナル・PART II・Album version）。バックコーラスは1曲目は宇徳敬子、2曲目〈PART II〉は宇徳敬子・大黒摩季が担当。
中山は以前からデュエットをやりたいと思っていたが、これまで自身の感性に触れる男性がいなかったという。作詞にも携わった中山は今作が初めて納得のいく曲になったと語っている。
WANDS側としては元々歌詞を提供するだけの話であったが、その後コーラスもお願いされコラボレーションという経緯に至ったと上杉が述べている。先述の通り、このコラボレーションがWANDSのブレイクのきっかけとなったが、当時ロック路線を目指していた上杉にとっては不本意に感じていたといい、そんなイメージを払拭するためにあえて"世界"というワードをタイトルに被せたWANDSの楽曲「世界が終るまでは…」（1994年発売）も後に誕生している。
2024年の中山の訃報の際、上杉が「私にとって人生の恩人の1人であります。（中略）一緒に歌ってくださったこと、ありがとうございました。」とコメントを出した。2025年7月5日放送の日本テレビ系『THE MUSIC DAY 2025』に上杉が出演し、「世界中の誰よりきっと」を32年ぶりにテレビで歌唱した。

## リリース
- 1992年10月28日にキングレコードよりリリースされた。
- 2023年11月3日に7インチレコードとして再リリースされた。

## プロモーション
1992年の『第43回NHK紅白歌合戦』に中山がこの曲で出場した際、正式な出場歌手ではないもののWANDSも参加した。

## チャート成績、受賞歴など
ディスコグラフィでは中山美穂の単独名義のシングルとされていて、WANDSのディスコグラフィには記載されていない。

### 1992年盤
- 発売20日間で100万枚を突破し、累計売上は200万枚を超える[11]。
- オリコン集計の累積で約183万枚を売り上げ[12]、オリコン年間シングルチャートで1992年度では発売が10月末であるにもかかわらず37位を記録し、翌年1993年度でも10位[12]となり、2年連続で50位以内にランクインした。同週間シングルチャートでは初登場2位、8週目にして1位を獲得。1992年末から1993年始にかけて実に4週に亘り首位を維持した。
- 第7回ゴールドディスク大賞ベスト5・シングル賞[13]、第12回JASRAC賞金賞[14]及び、作詞を担当した中山・上杉が 日本作詩家協会賞を受賞[15]。
- 織田哲郎が作曲を手がけてきた中では最も売れたシングルである。ビーイング関連のアーティストのシングルとしても3番目のヒットとなっている[注釈 2]。
- 1982〜2011年度の過去30年間でCDやカラオケ、放送などの著作権使用料が多かった分配額上位楽曲の23位にランクイン（日本音楽著作権協会(JASRAC)が2012年11月発表）[16]。
- 日本レコード協会が2021年1月に公表した2020年12月度ダウンロード認定作品でプラチナ認定された[17]。

### 2023年盤
- オリコン週間シングルチャート[注釈 3]の2023年11月13日付に28位でチャートインした[4]。同シングルチャート100位以内へのチャートインは1993年5月17日付の93位が最後であったが、30年6ヶ月ぶりとなる再チャートインを果たした。

## シングル収録曲
| 全作詞: 上杉昇、中山美穂、全作曲: 織田哲郎、全編曲: 葉山たけし。 |                                                  |                  |            |
| #                                                                | タイトル                                         | 作詞             | 作曲・編曲 |
| 1.                                                               | 「世界中の誰よりきっと」                         | 上杉昇、中山美穂 | 織田哲郎   |
| 2.                                                               | 「世界中の誰よりきっと〈PART II〉」              | 上杉昇、中山美穂 | 織田哲郎   |
| 3.                                                               | 「世界中の誰よりきっと（オリジナル・カラオケ）」 | 上杉昇、中山美穂 | 織田哲郎   |

## スタッフ・クレジット
- 長戸大幸（ビーイング） - プロデューサー
- 樋口紀男（バーニングパブリッシャーズ）[注釈 4] - コ・プロデューサー
- 中島正雄（ビーイング） - ディレクター
- 福住アキラ - ディレクター
- オオスミマサト - ディレクター
- シマダマサヒロ（スタジオバードマン） - レコーディング・エンジニア
- 近藤誠 - レコーディング・エンジニア
- 田中邦明 - レコーディング・エンジニア

## メディアでの使用
| # | 曲名                     | タイアップ                                       | 出典   |
| - | ------------------------ | ------------------------------------------------ | ------ |
| 1 | 「世界中の誰よりきっと」 | フジテレビ系ドラマ『誰かが彼女を愛してる』主題歌 | [ 19 ] |

## 別バージョン
- 世界中の誰よりきっと〈PART II〉
  - 上杉昇がメインヴォーカル、中山美穂がコーラスを担当。バラード調になっている。
- 世界中の誰よりきっと〈PART II〉（アコースティック・バージョン）
  - <PART II>をオーケストラ調にアレンジ。
  - 編曲は千住明
- 世界中の誰よりきっと 〜Album version〜
  - WANDSをメイン、宇徳敬子をコーラスに再録されたもの。中山美穂は参加していない。WANDSの2枚目のアルバム「時の扉」で初収録された。WANDS名義の作品にはバージョン違いのみで、原曲が収録されていないのは、当シングルが中山の所属レコード会社であるキングレコードから発売されており、原盤権も同社にあるためで、キングレコードの許諾無く原曲を維持したまま他レーベルで発売できないためである。
  - 編曲は明石昌夫
  - 以降、WANDSのベスト盤には、このバージョンが収録されている。
- 世界中の誰よりきっと〜Live version〜
  - WANDSをメイン、LIVEで演奏されたアコースティックバージョンを収録されたもの。
- 世界中の誰よりきっと [WANDS 第5期ver.]
  - 上原大史、柴崎浩、木村真也による第5期WANDSのバージョン。神野友亜（SARD UNDERGROUND）がコーラスに参加している。
  - オリジナル版に近い曲調となっている。
  - 柴崎浩が編曲を手掛けている。
  - 2025年には入江大生（横浜DeNAベイスターズ）の登場曲として採用されている[20]。

## 収録アルバム
中山美穂のアルバム
- 世界中の誰よりきっと
  - Dramatic Songs
  - Pure White Live '94 - ライブ音源
  - COLLECTION III
  - TREASURY
  - YOUR SELECTION 1
  - Complete SINGLES BOX
  - 中山美穂 パーフェクト・ベスト
  - 中山美穂 パーフェクト・ベスト2 - Live Version
  - 30th Anniversary THE PERFECT SINGLES BOX - メイン・ボーカルのみ抜いたオリジナル・カラオケも初収録
  - All Time Best
- 世界中の誰よりきっと〈PART II〉
  - Dramatic Songs - 初回盤のみアコースティック・バージョン
  - YOUR SELECTION 2
  - Complete SINGLES BOX
  - 30th Anniversary THE PERFECT SINGLES BOX

WANDSのアルバム
- 世界中の誰よりきっと -Album version-
  - 時の扉
  - SINGLES COLLECTION+6
  - WANDS BEST 〜HISTORICAL BEST ALBUM〜
  - complete of WANDS at the BEING studio
  - BEST OF BEST 1000 WANDS
  - WANDS BEST HITS
- 世界中の誰よりきっと〜Live version〜
  - BEST OF WANDS HISTORY
- 世界中の誰よりきっと [WANDS 第5期ver.] 
  - BURN THE SECRET

配信版「世界中の誰よりきっと -EP」
- 世界中の誰よりきっと
- 世界中の誰よりきっと〈PART II〉
- 世界中の誰よりきっと〈PART II〉（アコースティック・バージョン）
- 世界中の誰よりきっと（オリジナルカラオケ）
- 世界中の誰よりきっと（オリジナルカラオケ ver.2）
  - 通常のカラオケバージョンはコーラスなし、ver.2は、上杉昇と中山美穂のコーラスパートを残したバージョン。

## テレビ出演
- ミュージックステーション（テレビ朝日、1992年10月30日[21]、12月25日[22]）
- MJ -MUSIC JOURNAL-（フジテレビ、1992年10月14日/第1回放送に出演）
- オールスター歌の祭典（TBSテレビ、1992年11月14日）
- 1992 FNS歌謡祭（フジテレビ、1992年12月1日）
- スーパーライブ ベストヒット'92（TBSテレビ、1992年12月26日）
- 第43回NHK紅白歌合戦（NHK総合、1992年12月31日）

※下記は中山のみが出演。
- 2015 FNS歌謡祭（フジテレビ、2015年12月2日）
- 2018 FNS歌謡祭 第1夜（フジテレビ、2018年12月5日）
- テレビ東京音楽祭2022冬（テレビ東京、2022年11月23日）

- THE MUSIC DAY 2025（日本テレビ、2025年7月5日）
  - タイムスリップメドレーで上杉昇が歌唱した。

## カバー
- 織田哲郎（セルフカバー）
アルバム『Songs』、『MELODIES』（このアルバムでは編曲をゴンチチが担当）に収録。
2009年3月25日発売のオムニバスアルバム『オトナのアイのうた』に『MELODIES』のバージョンが収録。
- 稲垣潤一
2009年10月28日に発売されたデュエットカヴァーアルバム『男と女2』に「世界中の誰よりきっと（duet with 寺田恵子）」として収録。
- エリック・マーティン
英語詞。デビー・ギブソンとのデュエット。2010年11月3日発売のカバーアルバム『MR. VOCALIST3』に収録。デビー・ギブソンの『MS.VOCALIST』には別バージョンが収録。
- 酒井法子
2007年8月22日にシングルとしてリリース[23]。トヨタ・ノアCMソング。
2007年9月27日発売のベストアルバム『大好き 〜My Moments Best〜』にはVersion2も収録されている。
オムニバスアルバム『Beautiful Covers』、『Life-Size Music～いつまでも大切にしたいうた[邦楽カバー編]』にも収録。
- 島谷ひとみ
2006年に発売されたオムニバスアルバム『Beautiful Woman』にて「世界中の誰よりきっと〜crossover version〜」として収録。
2009年7月29日発売のベストアルバム『BEST & COVERS』にも同バージョンが収録。
- 白石涼子&三宅淳一
2006年1月18日に発売されたドラマCD『まんすりぃ 萌音 chapter6〜はっぴぃ!バレンタイン〜』に収録。
白石涼子がメインボーカル、三宅淳一がバックコーラスを担当。
2006年2月22日発売の『まんすりぃ 萌音 ぼーかるこれくしょん vol.2』にも収録。
- 坂田おさむ&坂田めぐ美
坂田めぐ美は坂田おさむの娘。
2008年6月25日に発売されたオムニバスアルバム『こどもと歌いたい!ファミリーヒットソング〜おしえて・花の子ルンルン・世界中の誰よりきっと〜』に収録。
- 中西保志
2008年11月5日に発売されたカバーアルバム『Standards3』に収録。
- Milini Khan
チャカ・カーンの娘。
2008年2月2日に発売されたオムニバスアルバム『E35〜英語で歌おうJ-Pop〜』にて英語詞でカバー。
- 徳永英明
2011年4月27日に発売の『VOCALIST & BALLADE BEST』に収録。
- COVER LOVER PROJECT
2007年11月21日に発売の『THE BEST OF BOSSA COVERS～青春ポップ～』に収録。
- jyA-Me
2013年8月7日発売のカバーアルバム『With. Me -Duet Cover-』に収録。
- Position（韓国）
- Sin Huey（シンガポール）
- 鄭秀文（サミー・チェン、香港、「衝動點唱」）
- 許志安（アンディ・ホイ、香港、「唯獨你是不可取替」）
- 黎明詩（ステファニー・ライ、香港、「敢恨敢愛」）
- Dougal & Gammer
- 王馨平（リンダ・ウォン）&高明駿（ガオ・ミンジュン）（台湾、「今生註定」）
- The Nuts（韓国、「愛のバカ（사랑의 바보）」）
- 相川七瀬
2015年10月28日発売のカバーアルバム『Treasure Box -Tetsuro Oda Songs-』に収録[24]。
つるの剛士がゲストボーカルで参加[24]。
- DAIGO
2018年12月5日に発売の『Deing』に収録。
- 上白石萌音
2021年6月23日に発売のカバーアルバム『あの歌』に収録。
- 山内惠介
2021年9月1日発売のアルバム『Roots』に収録。
- J-Cera（韓国） 2023年6月10日 『Love Fool (사랑의 바보)』